# NGC 6647
NGC 6647 је расејано звездано јато у сазвежђу Стрелац које се налази на NGC листи објеката дубоког неба.
Деклинација објекта је - 17° 13' 42" а ректасцензија 18h 32m 49,0s. Привидна величина (магнитуда) објекта NGC 6647 износи 12,7 а фотографска магнитуда 8,0.